# Reg Hunter
Reg Hunter, diminutivo di John Reginald Hunter (Colwyn Bay, 25 ottobre 1938) è un ex calciatore inglese, di ruolo attaccante.

## Caratteristiche tecniche
Era un'ala sinistra.

## Carriera
Nela stagione 1955-1956 gioca nei semiprofessionisti gallesi del Colwyn Bay, club della sua città natale; successivamente si trasferisce al Manchester Utd, club della prima divisione inglese, con cui rimane in squadra per quattro stagioni consecutive venendo però impiegato principalmente nella squadra riserve: dall'inizio della stagione 1956-1957 al febbraio del 1960 (quando viene ceduto) gioca infatti solamente una partita ufficiale con la prima squadra, ovvero l'incontro del campionato di prima divisione vinto per 2-0 in trasferta contro l'Aston Villa il 27 dicembre 1958. Dal febbraio del 1960 gioca invece nei gallesi del Wrexham, militanti nella terza divisione inglese.
Fa il suo esordio con i Red Dragons il 6 febbraio 1960, subito dopo il suo arrivo in squadra, nella partita di campionato vinta per 3-1 sul campo del Norwich City; il successivo 9 marzo segna invece il suo primo gol nel club (che a conti fatti è anche il suo primo gol in una qualunque competizione professionistica) decidendo la sfida casalinga vinta per 1-0 contro il Barnsley. Nel complesso gioca da titolare in tutta la parte finale della stagione: oltre a segnare 2 reti in 16 partite di campionato, segna infatti un gol (nel replay della semifinale, vinto per 4-1 contro gli Abergavenny Thursdays) in Coppa del Galles, in 5 presenze (incluse entrambe le partite della finale, persa dopo il replay contro il Cardiff City). A fine anno il club retrocede però in quarta divisione: nonostante giochi in una categoria inferiore, Hunter perde il posto da titolare: nel corso della stagione 1960-1961 gioca infatti 13 partite di campionato, peraltro senza mai andare in rete; infine, nella stagione 1961-1962 realizza una rete (il 14 ottobre 1961, nella vittoria per 4-1 sul campo dell'Hartlepool Utd) in sole 5 presenze (alle quali aggiunge un'ulteriore presenza in FA Cup). A fine stagione lascia il Wrexham, dopo complessive 4 reti in 40 presenze fra tutte le competizioni ufficiali (tra cui 3 reti in 34 partite in incontri di campionato, grazie alle quali, comprendendo anche la sua precedente presenza con il Manchester United, arriva così ad un bilancio totale di 35 presenze e 3 reti in carriera nei campionati della Football League).
Nella stagione 1962-1963 milita nei gallesi del Bangor City, con cui, grazie alla vittoria della Coppa del Galles nella stagione precedente, partecipa alla Coppa delle Coppe 1962-1963: in particolare, Hunter gioca tutte e 3 le partite a cui il club prende parte nel torneo stesso (viene infatti eliminato nel primo turno dagli italiani del Napoli perdendo per 2-1 la partita di spareggio in campo neutro, dopo che nella consueta sfida di andata e ritorno ciascun club aveva vinto la propria partita casalinga, rispettivamente con i punteggi di 2-0 per il Bangor City all'andata e di 3-1 per il Napoli al ritorno). Nella stagione 1963-1964 fa poi ritorno al Colwyn Bay, salvo poi trasferirsi a stagione in corso al Borough United, con cui gioca dal dicembre del 1964 al gennaio del 1967, quando passa al Llanduno. Si ritira infine nel 1969, dopo altre due stagioni trascorse giocando a livello semiprofessionistico rispettivamente con Prestatyn Town e Caernarfon Town.

## Palmarès

### Club

#### Competizioni regionali
- North Wales Coast Challenge Cup: 1

Borough United: 1963-1964